# NGC 185
NGC 185는 카시오페이아자리에 있는 타원 은하이다. 안드로메다 은하의 위성 은하이며, 세이퍼트 은하 2번 타입에 속한다.